# علي نقي النقوي
علي نقي النقوي وهو السيد علي بن أبي الحسن إبراهيم بن محمد تقي بن حسين بن دلدار علي النقوي الرضوي اللكنهوي الهندي، هو عالم وأديب وشاعر.

## الحياة المُبكرة
ولد في لكنهو- الهند في 26 رجب ونشأ بها علي والده العلأمة المتوفى سنة 1355 قرأ أولياته التعليمية علي والده والسيد علي المفتي محمد الجزائري، ثم هاجر الي النجف شابًا، فقرأ علي السيد محمد صادق بحرالعلوم والشيخ محمد علي الأردبادي، ثم حضر الأبحاث العالية علي الشيخ أبي الحسن المشكيني والشيخ حسين النائيني.
وجهه أستاذاه بحر العلوم والأردبادي إلي الأدب، ونشر عُدة مقالأت وقصائد قيمة في الصحف العراقية والعربية والهندية، ورجع إلي الهند سنة 1354 ونزل لكنهو، وصار هناك بعد وفاة والدة من المشاهير فيها عاضد مجلة الرضوان ونشر بها بحوثه القيمة وقد صدرت مُدة طويلة.

## المسيرة المهنيَّة
نبغ نبوغًا باهرًا وظهرت مواهبه جلية، مما سبب حقد المعاصرين عليه وحسدهم، وكان بين أسرة «آل غفراغاب» وأسرة «آل صاحب العبقات» خصومة عائلة وأُستغلت في هذه المناسبة، وتعصب له قوم فيهم أمراء وسفهاء، وتعصب لخصومه قوم فيهم مثل ذلك، وأدت الخصومات إلي أعتداءات وهتك حرمات وإهانة كرامات، مما اضطره إلي ترك منصبه الديني وانخراطه في سلك أساتذه جامعة «علي كَره»، ولما أُحيل إلي التقاعد تظاهر الطلأب بالاحتجاج واضطرت الجامعة الي تمديد خدمتة وإعادته للإستفادة من علومه.
وقد أثار ضده السيد محمد سعيد آل صاحب العبقات ضجة كُبرى سنة 1360 عندما آلف علي كتابه «شهيد انسانيت»، ووصل الحد بالعبقاني أن أخذ تواقيع جُملة من العلماء الذين يجهلون لغة الآردو بتفسيق علي نقي النقوي، وهنا آلف النقوي كتابه «حجج ومعاذير»، وهو بري مما رُمي به والسبب كما ذكر، وكان من نتائجها أن حدثت فتنة كبرى سنة 1395 من جهال العوام فهجموا علي داره وأحرقو كتبه، ولم ينصفه بعض جهال الكتاب أذ رموه بإختلال العقيدة، وكان هو والسيد بحر العلوم والأردبادي يسمون بالثالوث المقدس.
يروي بالإجازة عن السيد عبد الحسين شرف الدين والسيد هادي الخرساني والشيخ محمد علي الأردبادي والشيخ آغا بزرك الطهراني والسيد حسن الصدر والسيد آغا علي الشيرازي والشيخ محمد الطهراني والسيد محمد صادق بحر العلوم والسيد سبط الحسين اللكنهوي ووالده السيد أبي الحسن النقوي والشيخ محمد باقر القائني. ويروي عنه بالإجازة بحر العلوم والسيد محمد رضا الجلالي.

## مؤلفاته
طُبع له:
- «أصول الدين أور قرآن أردو»
- «إقالة العاثر في إقامة الشعائر»
- «أمام حكيم» في حياة السيد محسن الحكيم-أردو
- «الحجج والبينات فيما ظهر من المشاهد بالعراق من الكرامات»
- «قاتلان حسين» أردو
- «النجعة في إثبات الرجعة» طبع في مجلة الرضوان

- «البيت المعمور في عمارة القبور»
- «تاريخ وفيات الشيعة» طبع في مجلة الهدى العمارية
- «تحريف القرآن» أردو
- ««زبدة الكلأم في تلخيص عماد الإسلام» طبع في مجلة الرضوان
- «شهيد انسانيت» في بيان سيرة الحسين أردو
- «مولود كعبة» أردو
- «وجود الحجة» في إثبات وجوده
- «تذكرة الحفاظ من الشيعة» 1-2
- «كشف النقاب عن عقائد محمد بن عبد الوهاب»
- «نقد الفرائد في أصول العقائد»
- «تحفة الآذان»
- «المتعة في الإسلام»
- «ترجمة نهج البلأغة إلي الآردوية»
- «تفسير القآن الكريم» 1-10 آردو ط 1395
- و«السبطان في موقفيهما»[1]